# Sanzana
Sanzana è un comune rurale del Mali facente parte del circondario di Sikasso, nella regione omonima.
Il comune è composto da 8 nuclei abitati:
- Fatéguéla
- Guétéka
- Kokouna
- N'Golasso I
- N'Golasso II
- Nogolasso
- Sanzana
- Séguénéni